# AAC SeaStar

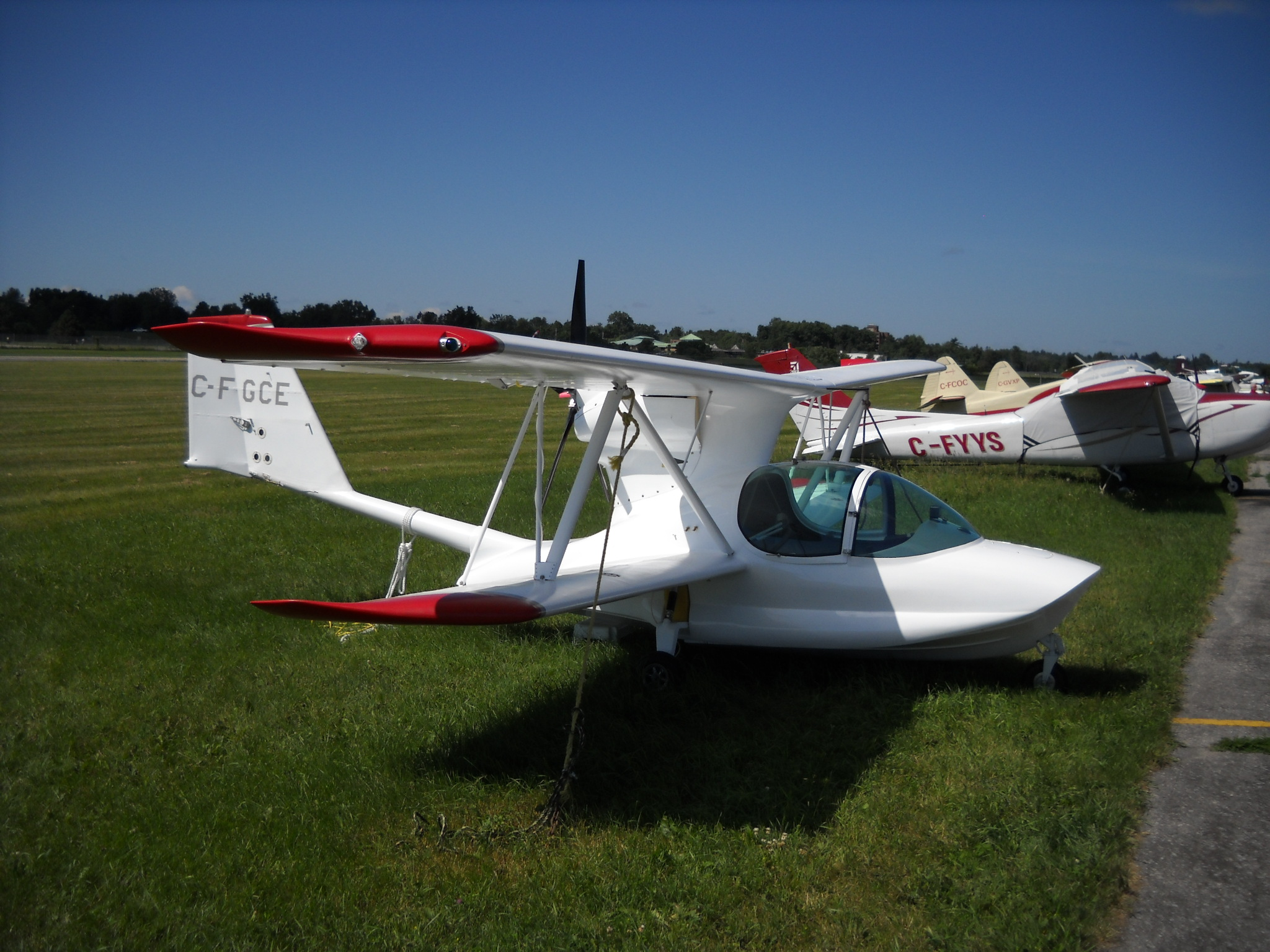
AAC SeaStar

De AAC Seastar is een amfibische tweedekker die wordt geleverd als zelfbouwpakket. Het vliegtuig is grotendeels gemaakt van composietmaterialen en heeft vleugels die eenvoudig verwijderd kunnen worden voor transport. 

## Specificaties
- Bemanning: 1 piloot
- Capaciteit: 1 passagier
- Lengte: 6,47 m
- Spanwijdte: 8,25 m
- Hoogte: 2,36 m
- Vleugeloppervlak: 16,5 m²
- Leeggewicht: 300 kg
- Beladen gewicht: 600 kg
- Max takeoff gewicht:
- Max snelheid: 165 km/h
- Bereik:
- Plafond: 10.000m
- Motoren: 1× Rotax 912, 60 kW (80 pk)